# Montpelier, Louisiana
Montpelier är en ort i Saint Helena Parish i delstaten Louisiana, USA.